# Màquina de Watt

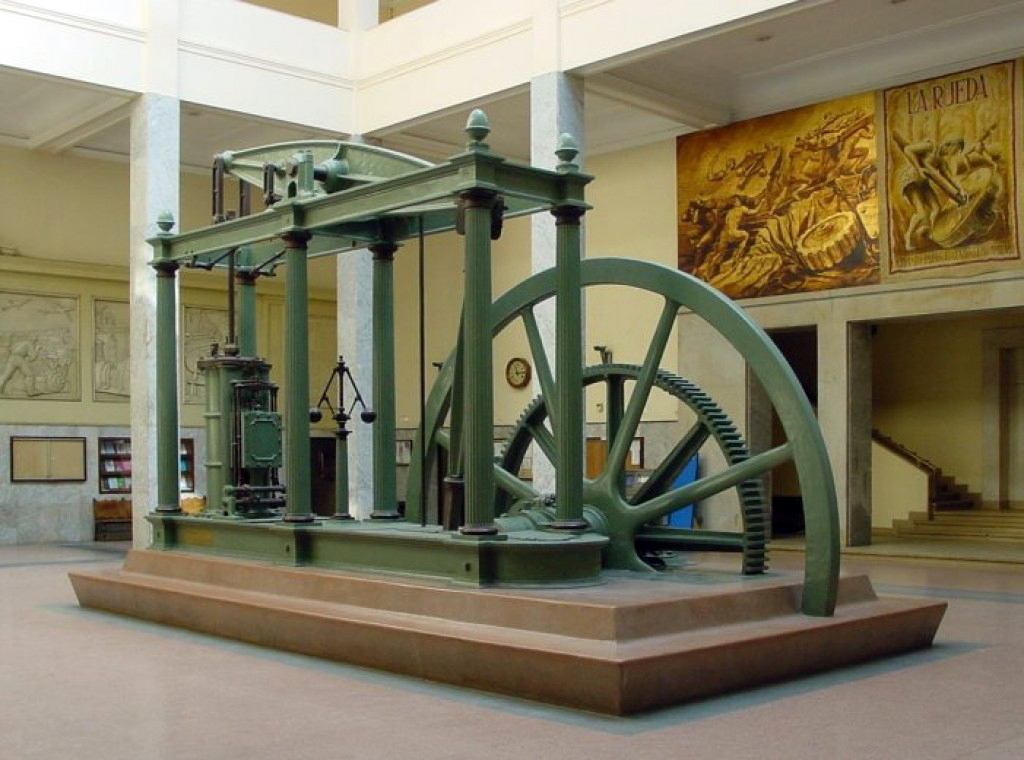
Versió tardana d'una màquina de vapor de Watt de doble efecte, construïda per D. Napier & Són (Londres) en 1859, ara en el vestíbul de l'Escola Tècnica Superior d'Enginyers Industrials de la UPM (Madrid). Motors de vapor d'aquest tipus van impulsar la Revolució Industrial a Gran Bretanya i en el món

La màquina de Watt, també coneguda com la màquina de vapor de Watt, va ser la primera màquina de vapor pràctica, convertint-se en una de les forces impulsores de la Revolució Industrial. James Watt va desenvolupar el disseny entre 1763 i 1827, amb el suport de Matthew Boulton. El seu disseny va permetre estalviar molt de combustible en comparació amb les màquines desenvolupades anteriorment, de manera que concedien llicències basant-se en la quantitat de combustible que es podia estalviar. Watt no va deixar mai de desenvolupar la màquina de vapor, introduint dissenys amb doble efecte (amb dos cilindres) i diversos sistemes per a aconseguir produir el moviment rotatiu a partir de les seves màquines. El disseny de Watt es va convertir en sinònim de màquina de vapor, i van passar molts anys abans que altres dissenys comencessin a reemplaçar la configuració que ell havia ideat.
Les primeres màquines de vapor, introduïdes per Thomas Newcomen en 1712, eren de disseny atmosfèric. El vapor s'introduïa en un cilindre, que després era refredada amb aigua. Això feia que el vapor es condensés, formant un buit parcial en el cilindre i la pressió atmosfèrica en la part superior empenyia el pistó cap avall. Watt va notar que la rosada d'aigua també refredava el propi cilindre, i que, per tant, es requeria una quantitat significativa de calor per a poder-lo escalfar per a que el vapor entrés al cilindre sense condensar-se de nou. Va abordar aquest problema agregant un cilindre separat ple d'aigua, que s'obria quan s'omplia el cilindre principal. El vapor entrava en la cambra secundària i es condensava, extraient el vapor restant del cilindre principal per a continuar el procés. El resultat final utilitzava el mateix cicle que el disseny de Newcomen, però sense cap refredament del cilindre principal, aconseguint que estigués immediatament llest per a una altra carrera. Watt va estar treballant en el disseny durant un període de diversos anys, introduint el condensador i millores en gairebé totes les parts del disseny, en particular va realitzar una llarga sèrie de proves sobre com segellar el pistó en el cilindre. Tots aquests canvis van aconseguir un disseny més fiable, i que necessitava la meitat de carbó per a produir la mateixa quantitat d'energia.
El nou disseny es va introduir comercialment el 1776, amb el primer exemplar que es va vendre al taller mecànic Carron Company. Watt va continuar treballant per a millorar el seu disseny, i en 1781 va introduir un sistema que utilitzava un engranatge sol i planeta per a convertir el moviment lineal dels motors en moviment rotatiu. Això ho va fer útil no sols en el seu objectiu de bombament original, sinó també per a tasques en les què prèviament s'utilitzaven rodes hidràuliques. Aquest va ser un moment clau en la revolució industrial, ja que des de llavors les fonts d'energia podrien situar-se en qualsevol lloc, evitant l'anterior necessitat de disposar d'una font d'aigua i d'una topografia adequades. Boulton va començar a desenvolupar nombroses màquines que van fer ús d'aquesta potència rotativa, desenvolupant la primera fàbrica industrialitzada moderna, la Fosa Soho, que, a la vegada, va produir nous dissenys de màquines de vapor. Els primers motors de Watt coincidien amb els dissenys originals de Newcomen que usaven vapor a baixa pressió, i la major part de l'acció era causada per la pressió atmosfèrica, degut principalment als problemes de seguretat que suposava l'ús de pressions de vapor més elevades. No obstant això, Watt, buscant aconseguir una millora en el rendiment, va començar a considerar l'ús de vapor a alta pressió, així com els dissenys amb cilindres múltiples, tant segons el concepte de doble acció com segons el concepte d'expansió múltiple. Aquests motors de doble acció van requerir la invenció del moviment paral·lel, que va permetre que les varetes dels cilindres individuals es moguessin en línia recta, mantenint el pistó alineat amb el cilindre, mentre que l'extrem del balancí mòbil es desplaçava descrivint un arc, anàlogament a una creuera en les màquines de vapor posteriors.

## Introducció
El 1698, el dissenyador mecànic anglès Thomas Savery va inventar un aparell de bombament que utilitzava vapor per a extreure aigua directament d'un pou, valent-se del buit creat per la condensació de vapor d'aigua. El dispositiu es va pensar per a drenar mines, però només podia extreure aigua a un màxim de 7,5 m de profunditat, aproximadament, la qual cosa significava que s'havia de situar de manera que no superés aquest desnivell respecte al sòl de la mina que s'estava drenant. A mesura que les mines es van fer més profundes, aquesta màquina sovint no era pràctica i, a més, consumia una gran quantitat de combustible en comparació amb els motors posteriors.

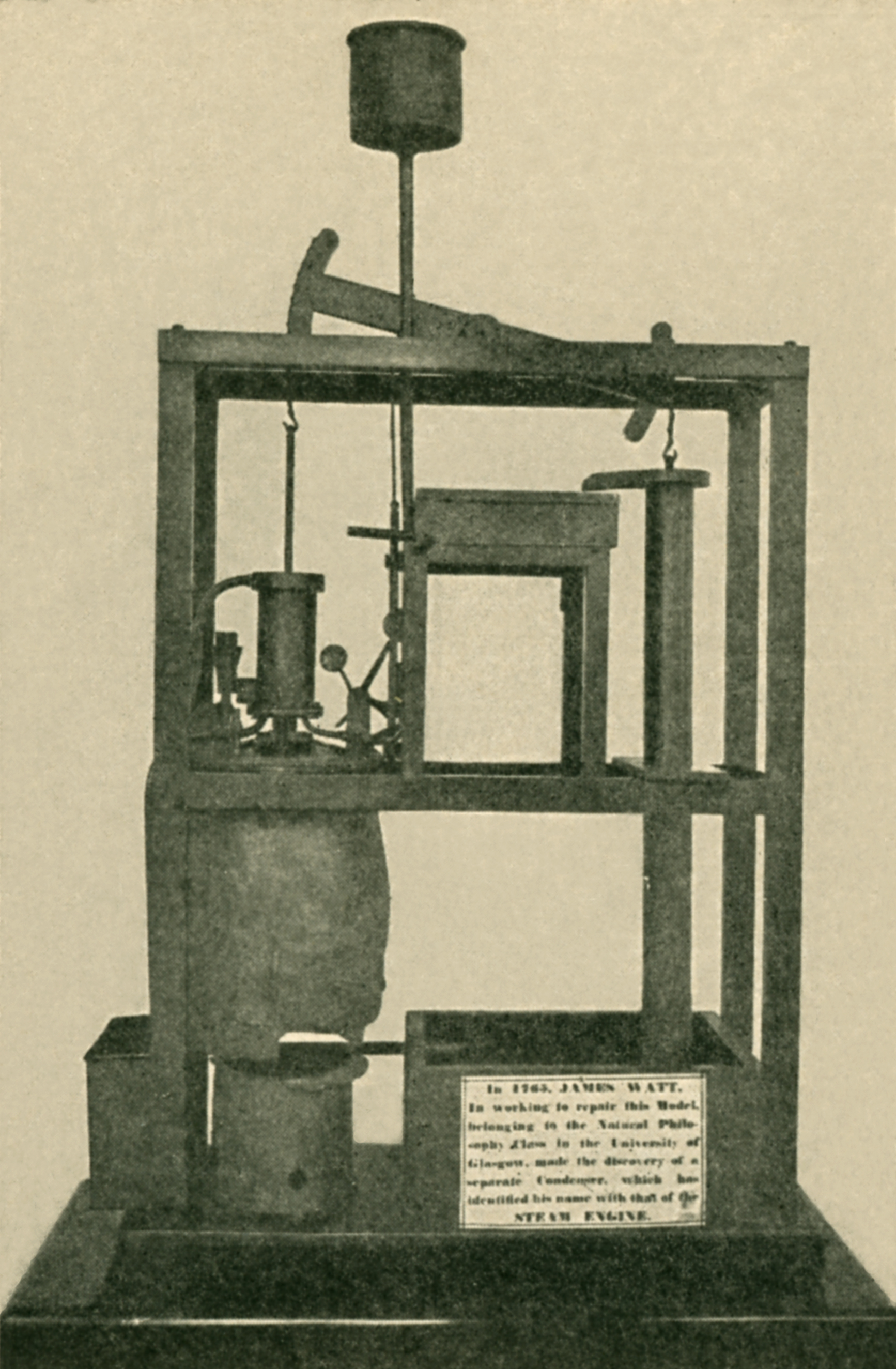
Model del motor de Newcomen amb el qual Watt va experimentar

La solució per a drenar mines més profundes va ser realitzada per Thomas Newcomen, qui va desenvolupar un motor atmosfèric que també funcionava sota el mateix principi del buit. Utilitzava un cilindre que contenia un pistó mòbil connectat per una cadena a un extrem d'un balancí oscil·lant, que accionava una bomba d'elevació mecànica des del seu extrem oposat. Al final de cada carrera, es permetia que el vapor ingressés al cilindre sota el pistó. Quan el pistó s'elevava dins del cilindre, arrossegat cap amunt per un contrapès, absorbia vapor a pressió atmosfèrica. En la part superior de la carrera, la vàlvula de vapor es tancava i s'injectava aigua freda en el cilindre per a refredar el vapor. Aquesta aigua injectada condensava el vapor i creava un buit parcial sota el pistó. La pressió atmosfèrica fora del motor era llavors major que la pressió dins del cilindre, empenyent així el pistó cap al cilindre. El pistó, unit a una cadena i al seu torn unit a un extrem de la biga oscil·lant, empenyia cap avall el seu extrem de la biga, aixecant l'extrem oposat. Per tant, la bomba situada en el fons de la mina era impulsada. Aquesta bomba estava unida a l'extrem oposat de la biga a través de cordes i cadenes. La bomba empenyia (en lloc d'absorbir) la columna d'aigua cap amunt. Això permetia elevar l'aigua a pràcticament qualsevol altura. Una vegada que el pistó arribava a la part inferior, el cicle es repetia.
El motor que va desenvolupar Newcomen era més potent que el motor Savery. Per primera vegada, es va aconseguir que l'aigua es pogués elevar des de profunditats superiors als 45 metres. El primer exemplar de 1712 va ser capaç de reemplaçar a un equip de 500 cavalls de tir que s'havien utilitzat per a bombar la mina. Es van instal·lar setanta-cinc motors de bombament Newcomen en diferents mines de Gran Bretanya, França, Holanda, Suècia i Rússia. En els següents cinquanta anys, només es van fer alguns petits canvis en el disseny del motor. Va ser un gran avanç.
Encara que els motors Newcomen van portar beneficis pràctics, van ser ineficients en termes de l'aprofitament de l'energia necessària per a impulsar-los. El sistema d'enviar alternativament raigs de vapor, i posteriorment aigua freda sobre el cilindre, significava que les parets del cilindre s'escalfaven alternativament i després es refredaven amb cada carrera. Cada càrrega de vapor introduïda continuaria condensant-se fins que el cilindre s'acostés novament a la temperatura de treball. Llavors, en cada cicle, es perdia part del potencial del vapor.

## Condensador separat

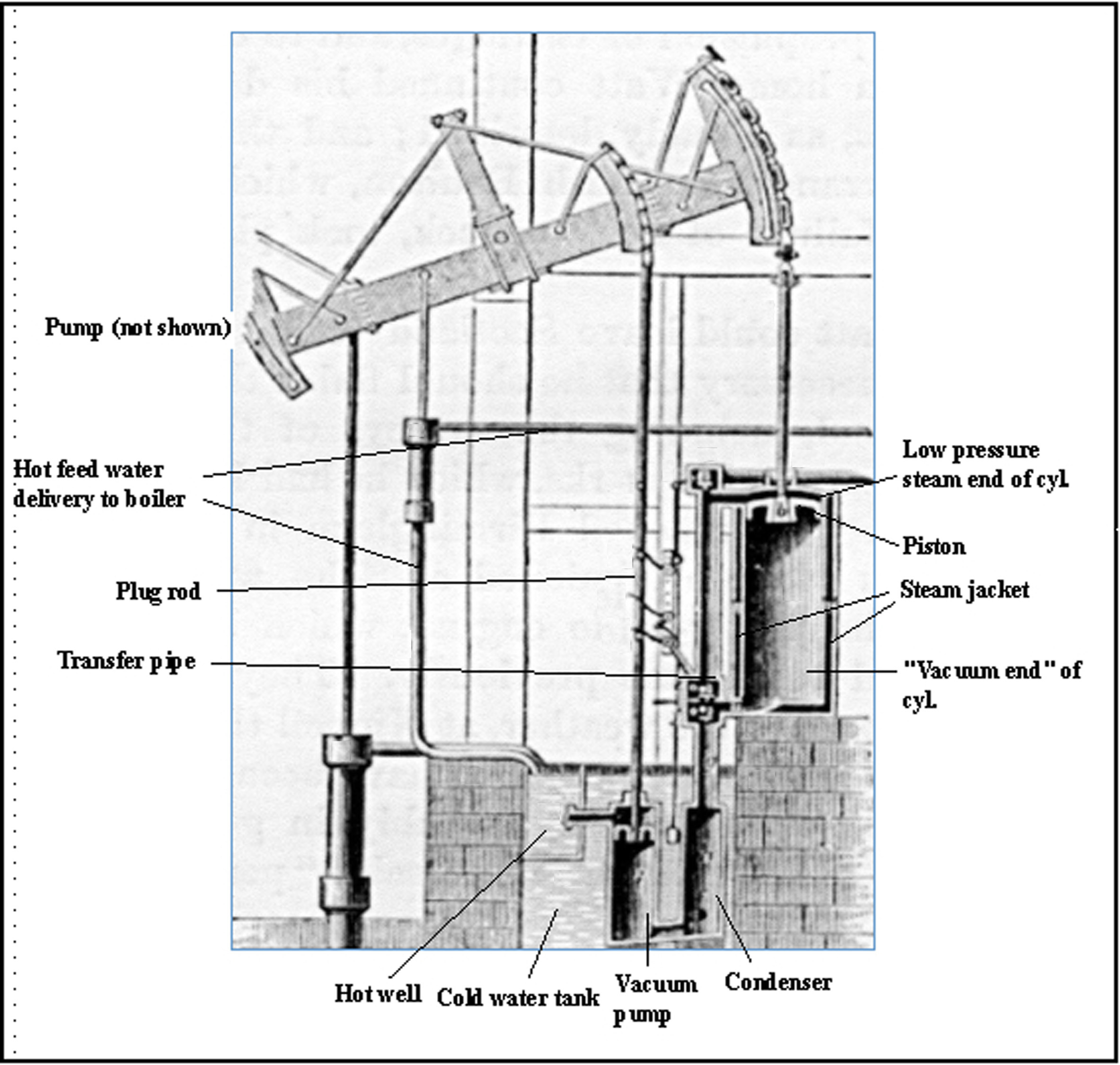
Els components principals d'un motor de bombament de Watt

En 1763, James Watt treballava com a fabricant d'instruments a la Universitat de Glasgow, quan se li va assignar el treball de reparar un model de motor Newcomen i es va adonar que era un motor molt ineficient.
En 1765, Watt va concebre la idea d'equipar el motor amb una cambra de condensació separada, a la qual va anomenar un "condensador". Pel fet que el condensador i el cilindre de treball estaven separats, la condensació es produïa sense una pèrdua significativa de la calor del cilindre. En tot moment, el condensador romania fred i per sota de la pressió atmosfèrica, mentre que el cilindre romania calent.
El vapor de la caldera entrava al cilindre per sota del pistó. Quan el pistó arribava a la part superior del cilindre, la vàlvula d'entrada de vapor es tancava i la vàlvula que controlava el pas al condensador s'obria. A l'estar el condensador a una pressió més baixa, extreia el vapor del cilindre al condensador, on es refredava i es condensava, passant de vapor d'aigua a aigua líquida, i mantenint un buit parcial en el condensador que es comunicava a l'espai del cilindre per sota del pistó a través del conducte de connexió. Degut a la diferència de pressió, la pressió atmosfèrica externa empenyia el pistó cap avall del cilindre.
La separació del cilindre i el condensador va eliminar les pèrdues de calor que es produïen quan el vapor es condensava en el cilindre d'un motor Newcomen. Això li va donar al motor Watt una major eficiència que la tenia el motor Newcomen, reduint la quantitat de carbó consumit mentre realitzava la mateixa quantitat de treball que l'antic motor.
En el disseny de Watt, l'aigua freda s'injectava només en la cambra de condensació. Aquest tipus de condensador es coneix com a condensador de raig. El condensador està dins un bany d'aigua freda sota el cilindre. El volum d'aigua que entrava en el condensador com a rosada absorbia la calor latent del vapor, i es va determinar com set vegades el volum del vapor condensat. Una bomba d'aire eliminava el condensat i l'aigua injectada, i l'aigua freda circumdant va servir per a absorbir l'energia tèrmica restant per a retenir una temperatura del condensador d'entre 30 i 45 °C i la pressió equivalent de 0,04 a 0,1 bar.
En cada carrera, el condensat calent s'extreia del condensador i s'enviava a un pou calent per una bomba de buit. Aquesta bomba de buit també ajudava a evacuar el vapor de sota el cilindre de potència. El condensat encara calent es reciclava com a aigua d'alimentació per a la caldera.
Watt va introduir una nova millora al disseny de Newcomen, segellant la part superior del cilindre i envoltar el cilindre amb una camisa. Es passava el vapor a través de la camisa abans de ser admès sota el pistó, mantenint el pistó i el cilindre calents per evitar la condensació dins d'ell. Una altra millora va ser la utilització de l'expansió de vapor contra el buit en l'altre costat del pistó. El subministrament de vapor es tallava durant la carrera, i el vapor s'expandia contra el buit en l'altre costat. Això va augmentar l'eficiència del motor, però també va crear un parell variable en l'eix que no era desitjable per a moltes aplicacions, en particular el bombament. Llavors, Watt va limitar l'expansió a una relació de 1:2 (és a dir, el subministrament de vapor es tallava a mitja carrera). Això va augmentar l'eficiència teòrica del 6.4% al 10.6%, amb només una petita variació en la pressió del pistó. Watt no va fer servir vapor a alta pressió a causa de problemes de seguretat. :85
Aquestes millores es van incorporar a la versió completament desenvolupada de 1776, que va ser la que realment va entrar en producció.

## L'associació de Matthew Boulton i James Watt
El condensador separat va demostrar un formidable potencial per a millorar el motor de Newcomen. Watt es va desanimar per els problemes aparentment insuperables abans que un motor comercialitzable pogués perfeccionar-se. Només després d'associar-se amb Matthew Boulton aquest propòsit es va fer realitat. Watt li va parlar a Boulton sobre les seves idees per a millorar el motor, i Boulton, un àvid empresari, va acordar finançar el desenvolupament d'un motor de prova a Soho, prop de Birmingham. Finalment, Watt va tenir accés a les instal·lacions i a l'experiència pràctica dels artesans que aviat van poder fer funcionar el primer motor. Quan va estar completament desenvolupat, el motor utilitzava aproximadament un 75% menys de combustible que un similar de Newcomen.
En 1775, Watt va dissenyar dos nous motors grans: un per a la Bloomfield Colliery a Tipton, completat al març de 1776, i un altre per al taller mecànic de John Wilkinson a Willey, Shropshire, que estava en funcionament a l'abril. Un tercer motor, a Stratford-le-Bow, a l'est de Londres, també estava treballant a l'estiu del mateix any.
Watt havia intentat sense èxit durant diversos anys obtenir un cilindre amb la precisió necessària per a fer efectives les seves màquines de vapor, i es va veure obligat a utilitzar ferro forjat, que podia deixar la màquina fora de servei i causava fuites des del pistó. Joseph Wickham Roe va declarar en 1916: "Quan [John] Smeaton va veure el primer motor, va informar a la Societat d'Enginyers que «no existeixen ni les eines ni els treballadors que puguin fabricar una màquina tan complexa amb suficient precisió»".
En 1774, John Wilkinson va desenvolupar una màquina perforadora en la qual l'eix que portava l'eina de tall s'aguantava per tots dos extrems i s'estenia a través del cilindre, a diferència dels trepants en voladís en ús fins llavors. Boulton va escriure en 1776 que "el Sr. Wilkinson ens ha perforat diversos cilindres gairebé sense error; el de 50 polzades de diàmetre, que hem col·locat en Tipton, no s'equivoca en el gruix d'un vell xíling enlloc".
L'estratègia comercial de Boulton i Watt consistia a ajudar als propietaris de mines i a altres clients a construir motors, proporcionant-los els homes per realitzar el muntatge i algunes peces especialitzades. No obstant això, el principal benefici de la seva patent va ser cobrar una tarifa de llicència als propietaris del motor, en funció del cost del combustible que estalviessin. La major eficiència de combustible dels seus motors significava que eren més atractius en àrees on el combustible era costós, particularment a Cornualla, des d'on es van encarregar tres motors en 1777, per a les mines de Wheal Busy, Ting Tang i Chacewater.

## Millores posteriors

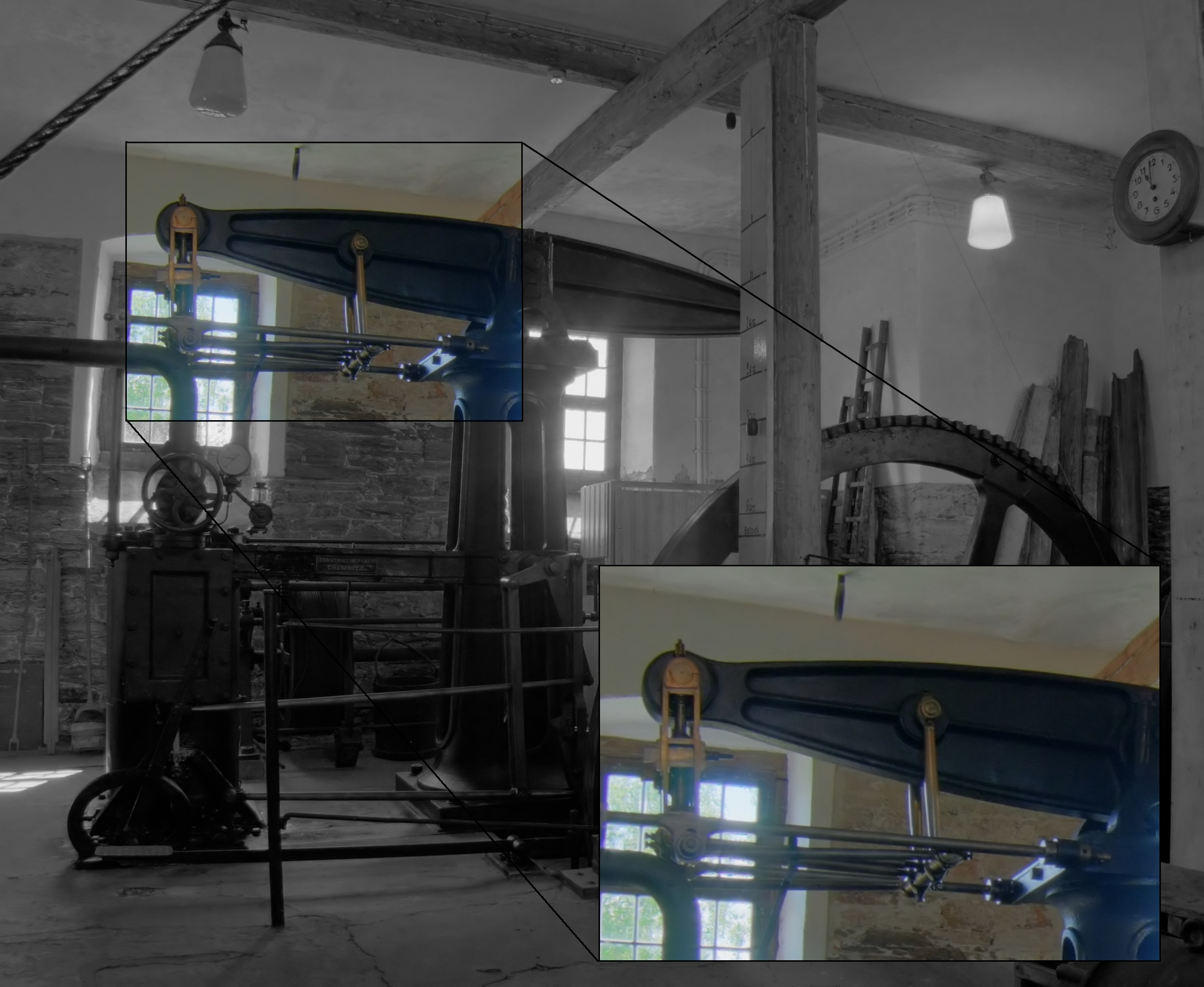
Moviment paral·lel de Watt en un motor de bombament

Els primers motors de Watt funcionaven a pressió atmosfèrica de la mateixa manera que el motor Newcomen, però amb la condensació separada del cilindre. El fet d'accionar els motors utilitzant vapor a baixa pressió i un buit parcial va augmentar la possibilitat del desenvolupament d'un motor de cicle alternatiu. Una disposició de vàlvules podria admetre alternativament vapor de baixa pressió en el cilindre i després connectar-se amb el condensador. En conseqüència, la direcció de la carrera de potència podria invertir-se, la qual cosa facilitaria l'obtenció d'un moviment giratori. Els beneficis addicionals del motor de doble acció van ser una major eficiència, major velocitat (major potència) i un moviment més regular.
Abans del desenvolupament del pistó de doble efecte, l'enllaç balancí amb la tija del pistó es realitzava mitjançant una cadena, la qual cosa significava que l'energia només podia aplicar-se en una direcció, tirant. Això va ser efectiu en els motors que s'usaven per a bombar aigua, però la doble acció del pistó significava que podia empènyer i tirar. Això no va ser possible mentre la biga del balancí i la barra estiguessin connectades per una cadena. A més, no era possible connectar la vareta del pistó del cilindre segellat directament a la biga, ja que mentre la vareta es movia verticalment en línia recta, la biga girava en el seu centre, amb cada costat descrivint un arc. Per a compatibilitzar els desplaçaments de la biga i del pistó, Watt va desenvolupar el seu moviment paral·lel. Aquesta obra mestra d'enginyeria utilitza un enllaç de quatre barres juntament amb un pantògraf per a produir el moviment en línia recta requerit de manera molt més econòmica que si hagués fet servir un enllaç lliscant. Watt estava molt orgullós d'aquesta solució.

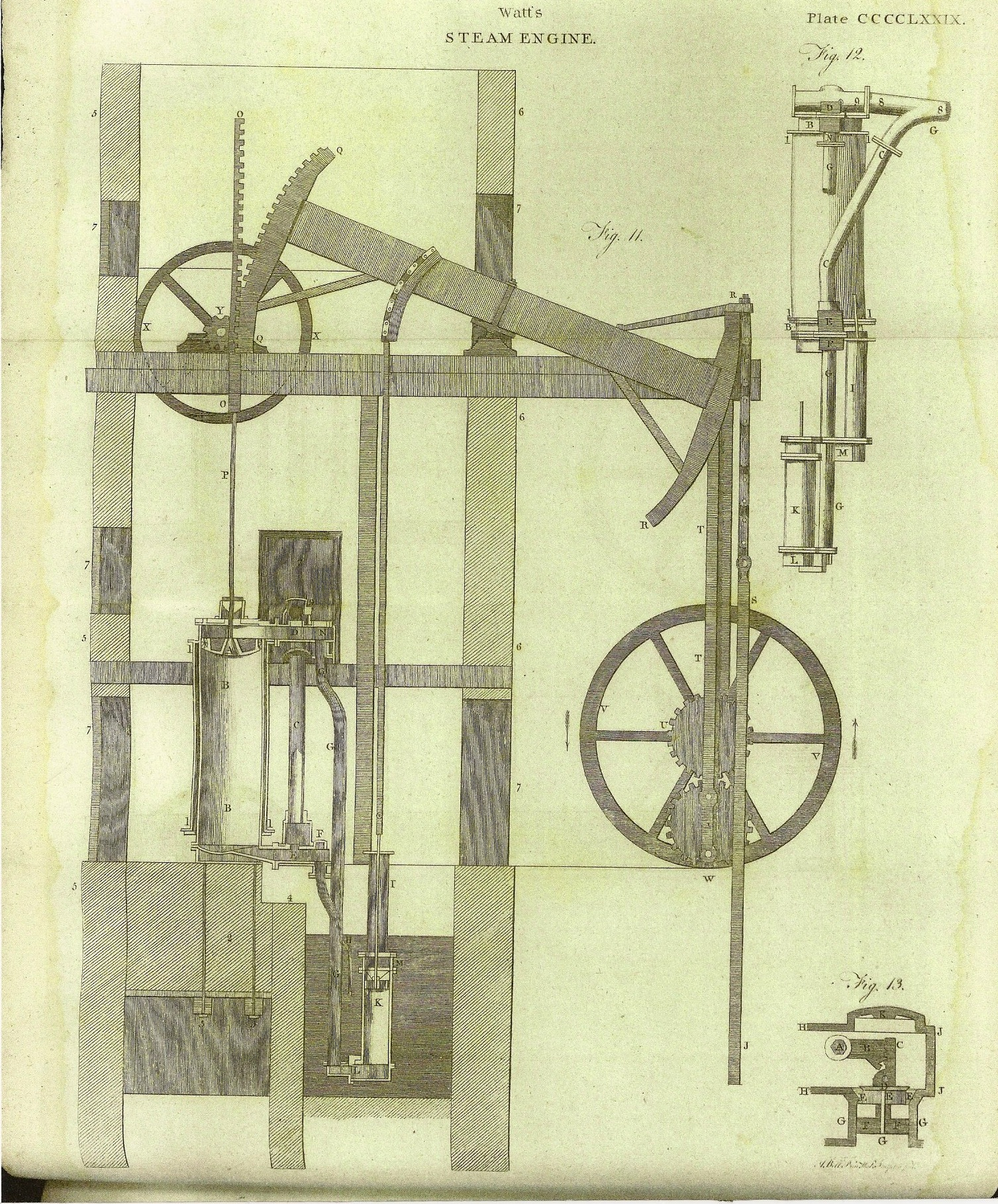
Motor de vapor de Watt

Tenir la biga connectada a l'eix del pistó per un mitjà que aplicava força alternativament en totes dues direccions també significava que era possible usar el moviment de la biga per a fer girar una roda. La solució més simple per a transformar l'acció de la biga en un moviment giratori era connectar-la a una roda mitjançant una manovella, però hi havia el problema que un tercer tenia els drets de patent sobre l'ús de la manovella. Per aquest motiu, Watt es va veure obligat a trobar una altra solució.
Va adoptar el sistema d'engranatge sol i planeta epicíclic suggerit per un dels seus empleats, William Murdoch, i després va tornar, una vegada que els drets de patent havien expirat, a utilitzarla manovella més familiar que es veu en la majoria dels motors d'avui. La roda principal unida a la manovella era gran i pesada, i servia com a volant d'inèrcia que, una vegada que estava en moviment, mantenia una potència constant i suavitzava l'acció dels recorreguts alterns del pistó. Al seu eix central giratori, es podien unir corretges i engranatges per a impulsar una gran varietat de màquines.
Pel fet que la maquinària de les fàbriques necessitava funcionar a una velocitat constant, Watt va connectar una vàlvula reguladora de vapor a un regulador centrífug, que va adaptar dels utilitzats per a controlar automàticament la velocitat dels molins de vent. En realitat, no era veritablement un controlador de velocitat, ja que no podia mantenir una velocitat establerta en resposta a un canvi en la càrrega.
Aquestes millores van permetre que la màquina de vapor anés reemplaçant a la roda hidràulica i als cavalls de tir com les principals fonts d'energia per a la indústria britànica. Això va permetre alliberar-la de les limitacions geogràfiques i convertint-se en un dels principals impulsors de la Revolució Industrial.
Watt també estava preocupat per la recerca fonamental sobre el funcionament de la màquina de vapor. El seu dispositiu de mesura més notable, encara s'utilitza avui dia, és l'indicador de Watt. Aquest incorporava un manòmetre per a mesurar la pressió de vapor dins del cilindre d'acord amb la posició del pistó, la qual cosa permetia produir un diagrama que representava la pressió del vapor en funció del seu volum al llarg de tot el cicle.

## Motors de Watt conservats
- Watt engine atmosférico - Universidad Estatal de Míchigan, Ingeniería Química
- El "motor perfecto" de Watt: extractos de Transactions of the Newcomen Society.
- Motor Boulton & Watt Arxivat 2017-08-19 a Wayback Machine. en el Museo Nacional de Escocia
- Boulton y Watt Steam Engine en el Powerhouse Museum, Sídney

El motor Watt més antic que es conserva és el Old Bess de 1777, ara en el Museu de Ciències de Londres. El motor encara en funcionament més antic del món és el Motor Smethwick, posat en servei al maig de 1779 i ara en el Thinktank de Birmingham (anteriorment estava situat a l'ara desaparegut Museu de Ciència i Indústria, Birmingham). El motor més antic que encara es troba a la seva casa de motors original i encara és capaç de realitzar el treball per al qual es va instal·lar, és el motor Boulton i Watt de 1812 en l'estació de bombament de Crofton, que servia per a bombejar aigua per al canal del Kennet i del Avon. Certs caps de setmana, durant tot l'any, les bombes modernes deixen de funcionar, i les dues màquines de vapor en Crofton encara realitzen aquesta funció. El motor de vapor rotatiu més antic existent és el motor Whitbread (datat el 1785, el tercer motor rotatiu mai construït), està situat en el Museu Powerhouse a Sídney, Austràlia. Un motor de Boulton-Watt de 1788 es pot trobar en el Museu de Ciències de Londres, mentre que un motor de bufat de 1817, que s'utilitzava anteriorment en la forja de Netherton de M W Grazebrook, ara decora Dartmouth Circus, en una rotonda de trànsit al començament de l'autopista A38(M) a Birmingham.
El Museu Henry Ford en Dearborn, Míchigan, alberga una rèplica d'un motor rotatiu Watt de 1788. És un model de treball a gran escala d'un motor Boulton-Watt. L'industrial estatunidenc Henry Ford va encarregar la rèplica del motor al fabricant anglès Charles Summerfield en 1932. El museu també posseeix un motor de bombeig atmosfèrica Boulton i Watt original, utilitzat en el seu moment per al bombeig d'aigua dels canals a Birmingham, il·lustrat a continuació, i en ús in situ en l'estació de bombeig de Bowyer Street des de 1796 fins a 1854, i després traslladat a Dearborn en 1929.

## Motor de Watt produït per Hathorn, Davey i Co

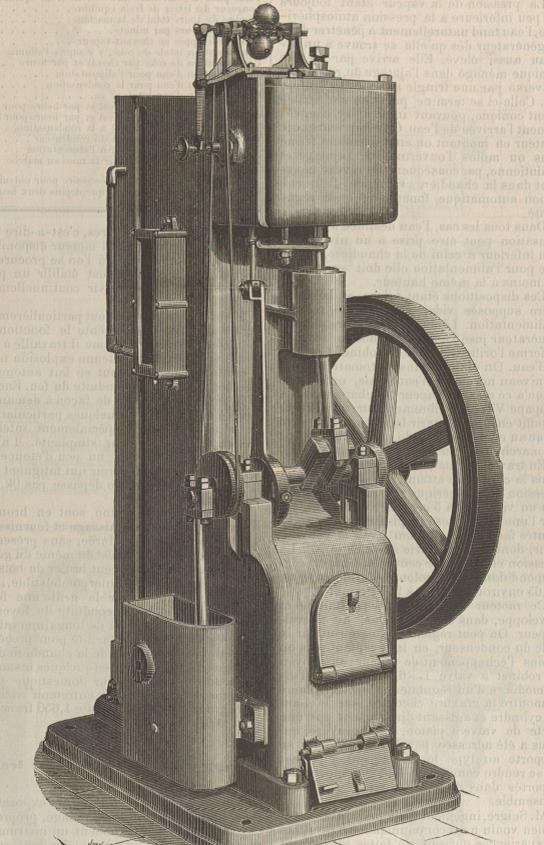
Motor Daveys de 1885

En la dècada de 1880, Hathorn Davey i Co / Leeds van desenvolupar un motor atmosfèric d'1 CV de potència a 125 rpm amb condensador extern, però sense expansió de vapor. S'ha argumentat que aquest va ser, probablement, l'últim motor atmosfèric comercial que es va fabricar. Com a motor atmosfèric, no tenia una caldera pressuritzada i estava destinat a petites empreses.

## Desenvolupaments recents
El motor d'expansió de Watt es considera, generalment, només d'interès històric. Però actualment, hi ha hagut alguns desenvolupaments recents que poden conduir a un renaixement d'aquesta tecnologia. Avui dia, hi ha una enorme quantitat de vapor i de calor residual amb temperatures entre 100 i 150 °C, generats per la indústria. A més, els col·lectors solars, fonts d'energia geotèrmica i reactors de biomassa produeixen calor en aquest interval de temperatura. Existeixen tecnologies per a utilitzar aquesta energia, en particular el cicle orgànic de Rankine. En principi, es tracta de turbines de vapor que no utilitzen aigua sinó un fluid (un refrigerant) que s'evapora a temperatures inferiors a 100 °C. Aquests sistemes són, no obstant això, bastant complexos, funcionant a pressions de 6 a 20 bars, per la qual cosa tot el sistema ha d'estar completament segellat.
El motor d'expansió pot oferir avantatges significatius aquí, en particular per a potències petites, de 2 a 100 kW. Amb relacions d'expansió de 1:5, l'eficiència teòrica aconsegueix el 15%, que està en el rang dels sistemes ORC. El motor d'expansió utilitza aigua com a fluid de treball que és simple, barata, no tòxica, no inflamable i no corrosiva. Funciona a pressió pròxima i per sota de l'atmosfèrica, per la qual cosa el segellament no és un problema. I és una màquina simple, la qual cosa implica rendibilitat. Investigadors de la Universitat de Southampton (Regne Unit), estan desenvolupant actualment una versió moderna del motor de Watt per a generar energia a partir del vapor i la calor residuals. Van millorar la teoria, demostrant que és possible aconseguir eficiències teòriques de fins al 17,4% (i eficiències reals de l'11%).

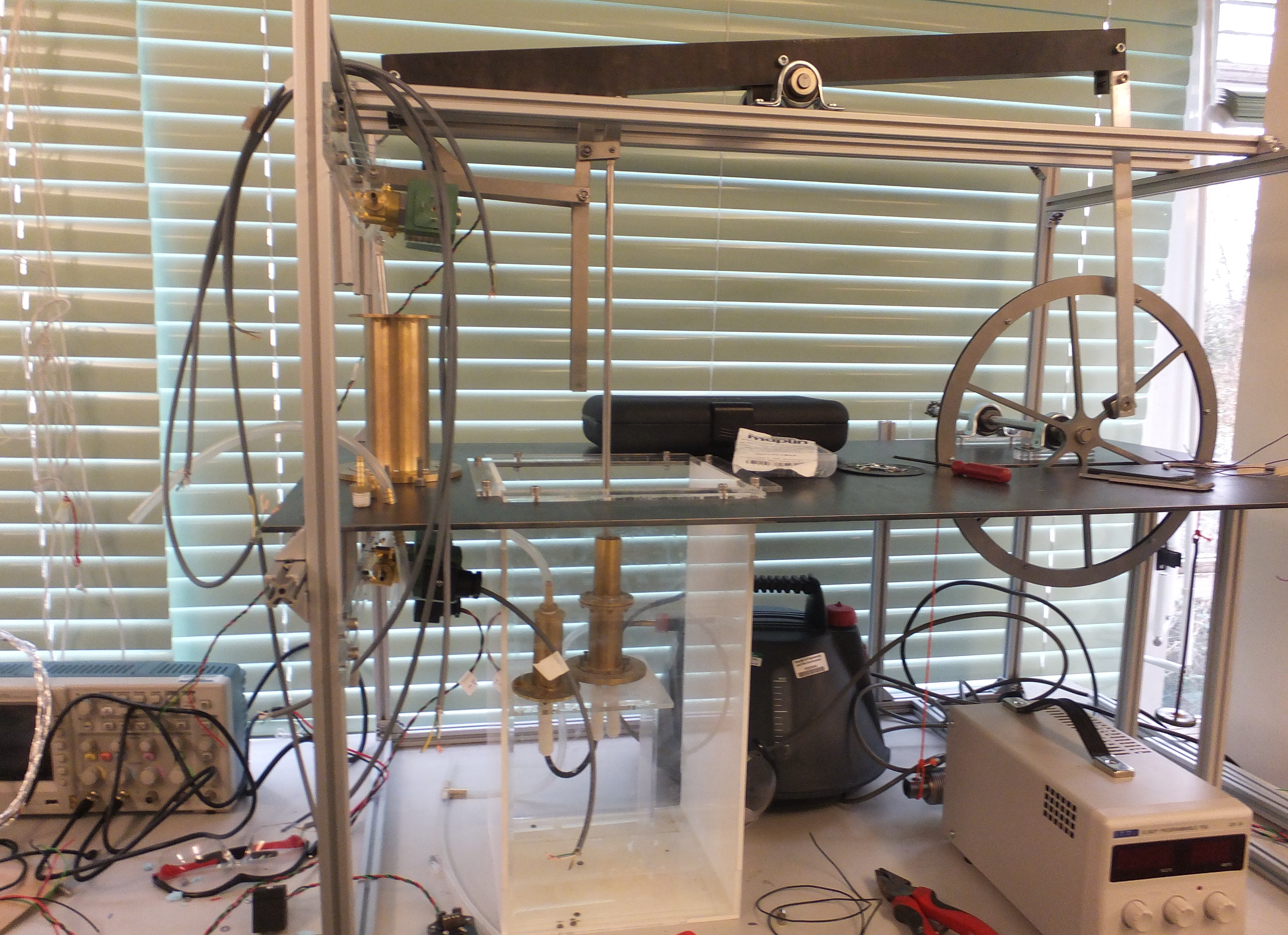
El motor de condensació experimental de 25 watts construït i provat en la Universitat de Southampton

Per poder demostrar aquest principi, es va construir i provar un model de motor experimental de 25 watts de potència. El motor incorpora expansió de vapor, així com noves característiques, com el control electrònic. La imatge mostra el model construït i provat el 2016. Existia un projecte per a construir i provar un motor a major escala, de 2 kW, que estava en desenvolupament.